# Asquith, Saskatchewan
Asquith är en ort i Kanada.   Den ligger i provinsen Saskatchewan, i den centrala delen av landet, 2 400 km väster om huvudstaden Ottawa. Asquith ligger 516 meter över havet och antalet invånare är 576.
Terrängen runt Asquith är platt. Runt Asquith är det mycket glesbefolkat, med 2 invånare per kvadratkilometer.. Det finns inga andra samhällen i närheten.
Trakten runt Asquith består till största delen av jordbruksmark.